# نفي (عقوبة)

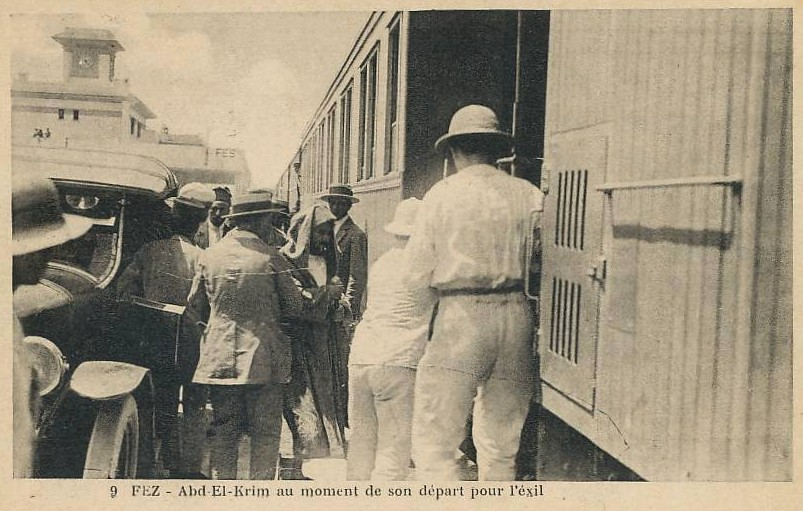
نفي محمد بن عبد الكريم الخطابي من فاس.

النفي هو اقتلاع شخص من وطنه قسرًا. يعدّ النفي أو التهجير عقابًا خطرًا للغاية وكان يُستخدم كثيرًا بدلًا من عقوبة الإعدام حتى القرن العشرين، .
يعدّ التهجير عقوبة خطيرة بشكل خاص بسبب حقيقة اجتثاث الشخص من عائلته (إلا إذا هُجِّرت معه) ومن ثقافته بحيث يضطر إلى التدبّر في بيئة تكون معادية غالبًا. يستخدم التهجير كثيرًا وسيلة لمنع الزعماء غير المرغوبين من التأثير على الجمهور.
كانت بعض الإمبراطوريات في العصور القديمة، مثل آشور وبابل وروما استخدمت التهجير الشامل لشعوب كاملة عقوبة لقيامها بالتمرد عليها وذلك من منطلق الاعتقاد بأن الشعب المهجّر من أرضه سيتفكك ويزول. وبالفعل لم تصمد غالبية الشعوب أمام التهجير، وكان الشعب الإسرائيلي هو الشعب الاستثنائي البارز حيث نجح في الصمود أمام هجرة بابل وهجرة روما. وفي المقابل فقد اتبعت الإمبراطورية الفارسية نهجًا عكسيًّا يتمثل بإعادة الشعوب المهجّرة إلى أرضها كوسيلة لضمان ولائها للإمبراطورية .
وفي العصر الحديث مارست إمبراطوريات كثيرة التهجير بحق المجرمين وزعماء الدول التي احتلتها. هكذا جرى تهجير نابليون إلى جزيرة ألبا، ومن ثم إلى سانت هيلينا، وهكذا تأسست أستراليا كمستوطنة عقابية للإمبراطوية البريطانية.
في الفترة الحديثة، جرى الاستخدام الواسع للتبادل السكاني وهو نوع متفق عليه من التهجير الشعبي. فقد قام جوزيف ستالين بتهجير شعوب بأكملها إلى سيبيريا بسبب خشيته من تعاونها مع ألمانيا النازية خلال الحرب العالمية الثانية. كما قامت دول المحور، وبخاصة ألمانيا النازية، باستخدام التهجير الشعبي. وفي أعقاب الحرب العالمية الثانية صودق على ميثاق جنيف الرابع الذي يحظر طرد السكان المقيمين في أراضي محتلة.
طرأ بعد الحرب العالمية الثانية هبوط حاد على حالات التهجير إلى بلدان أجنبية وذلك في أعقاب تطور الاتصال مما أتاح للمهجرين الاتصال من الخارج. ومع ذلك فقد بقي التهجير الداخلي السياسي إلى مناطق نائية طريقة عقابية شائعة في الدول الديكتاتورية.